# Clave foránea
En el contexto de bases de datos relacionales, una clave foránea o llave foránea o clave ajena (o Foreign Key FK) es una limitación referencial entre dos tablas. La clave foránea identifica una columna o grupo de columnas en una tabla (tabla hija o referendo) que se refiere a una columna o grupo de columnas en otra tabla  (tabla maestra o referenciada). Las columnas en la tabla referendo deben ser la clave primaria u otra clave candidata en la tabla referenciada.
Los valores en una fila de las columnas referendo deben existir solo en una fila en la tabla referenciada. Así, una fila en la tabla referendo no puede contener valores que no existen en la tabla referenciada. De esta forma, las referencias pueden ser creadas para vincular o relacionar información. Esto es una parte esencial de la normalización de base de datos. Múltiples filas en la tabla referendo pueden hacer referencia, vincularse o relacionarse a la misma fila en la tabla referenciada. Mayormente esto se ve reflejado en una relación uno (tabla maestra o referenciada) a muchos (tabla hija o referendo).
La tabla referendo y la tabla referenciada pueden ser la misma, esto es, la clave foránea remite o hace referencia a la misma tabla. Esta clave externa es conocida en SQL:2003 como autorreferencia o clave foránea recursiva. Una tabla puede tener múltiples claves foráneas y cada una puede tener diferentes tablas referenciadas. Cada clave foránea es forzada independientemente por el sistema de base de datos. Por tanto, las relaciones en cascada entre tablas pueden realizarse usando claves foráneas. Configuraciones impropias de las claves foráneas o primarias o no forzar esas relaciones son frecuentemente la fuente de muchos problemas para la base de datos o para el modelamiento de los mismos.
Por ejemplo, digamos que hay dos tablas, una tabla CONSUMIDOR que incluye todos los datos de los consumidores, y otra que es la tabla de ÓRDENES. La intención es que todas las órdenes estén asociadas a la información del consumidor y que viven en su propia tabla. Para lograr esto debemos colocar una clave foránea en la tabla ÓRDENES con relación a la llave primaria de la tabla CONSUMIDOR.
La clave foránea identifica una columna(s) en una TABLA REFERENCIANTE a una columna(s) en la TABLA REFERENCIADA. 

## Definiendo claves foráneas
```
ALTER
 
TABLE
 
<
nombre
 
tabla
>
 

   
ADD
 
[
 
CONSTRAINT
 
<
nombre
 
restricción
>
 
]
 

      
FOREIGN
 
KEY
 
(
 
<
expresión
 
columna
>
 
[,
 
<
expresión
 
columna
>
]...
 
)

      
REFERENCES
 
<
nombre
 
tabla
>
 
[
 
(
 
<
expresión
 
columna
>
 
[,
 
<
expresión
 
columna
>
]...
 
)
 
]

      
[
 
ON
 
UPDATE
 
<
acción
>
 
]

      
[
 
ON
 
DELETE
 
<
acción
>
 
];

```

### Ejemplo en Oracle SQL
El ejemplo siguiente crea y añade las claves foráneas (FK_*) a una columna ya definida en la tabla. Adicionalmente se incluye el código para la eliminación final de ambas tablas relacionadas.
```
--- script creación de tablas: Cliente y Producto

CREATE
 
TABLE
 
Cliente

(

  
IDCliente
 
INTEGER
  
primary
 
key
 
not
 
null
,

  
IDProducto
 
INTEGER
 
not
 
null
,
  
-- Definido el campo con anterioridad para la llave foránea (llave primaria en Producto)

  
Fecha_suscripción
 
char
(
8
),
 

  
Pedido
 
CHAR
(
100
)

);

CREATE
 
TABLE
 
Producto

(

  
IDProducto
 
INTEGER
 
primary
 
key
 
not
 
null
,
  

  
IDCliente
 
INTEGER
 
not
 
null
,
  
-- Definido el campo con anterioridad para la llave foránea (llave primaria en Cliente)

  
Nombre
 
varchar
(
10
),
   

  
Descripción
 
varchar
(
100
)

);

-- script: Adicionar las llaves foráneas

-- sintaxis: ALTER TABLE tablaB ADD CONSTRAINT FK_nombre_cualquiera_único FOREIGN KEY (campo_tablaB)

---          REFERENCES tablaA(campo_nombre_tablaA);

  

-- LLave foránea para Cliente

ALTER
 
TABLE
 
cliente
 
ADD
 
CONSTRAINT
 
FK_IDproducto_clt
 
FOREIGN
 
KEY
 
(
IDproducto
)

REFERENCES
 
producto
(
IDproducto
);

-- LLave foránea para Producto

ALTER
 
TABLE
 
producto
 
ADD
 
CONSTRAINT
 
FK_IDCliente_pro
 
FOREIGN
 
KEY
 
(
IDCliente
)

REFERENCES
 
Cliente
(
IDCliente
);

-- Script eliminación de tablas** 

-- **se recomienda borrar en orden inverso a aquel en que fueron creadas.

DROP
 
TABLE
 
Producto
 
CASCADE
 
CONSTRAINTS
;

DROP
 
TABLE
 
Cliente
 
CASCADE
 
CONSTRAINTS
;

```

## Acciones referenciales
Debido a que el sistema de gestión de base de datos hace cumplir las restricciones de referencia, se debe garantizar la integridad de los datos si las filas de la tabla maestra se van a eliminar (o van a ser actualizadas). Si todavía existen filas dependientes en tablas referendo, esas referencias tienen que ser consideradas. SQL:2003 especifica 5 acciones referenciales diferentes que se ejecutarán en estos casos: 
- CASCADE
- RESTRICT
- NO ACTION
- SET NULL
- SET DEFAULT

### CASCADE
Cada vez que se eliminan o se actualizan las filas de la tabla maestra, se eliminarán o actualizarán las respectivas filas de la tabla hija. Esto se conoce eliminación o actualización en cascade.

### RESTRICT
El valor de una columna de la tabla maestra no puede ser actualizado o borrado cuando existe una fila en una tabla hija que hace referencia al valor de la columna de la tabla maestra. 
Del mismo modo, una fila no se puede eliminar, siempre que haya una referencia a la misma a partir de una tabla hija. 

### NO ACTION
NO ACTION y RESTRICT son muy parecidos. La principal diferencia entre el NO ACTION y RESTRICT es que NO ACTION realiza la comprobación de integridad referencial después de tratar de modificar la tabla mientras que RESTRICT hace la comprobación antes de intentar ejecutar la sentencia UPDATE o DELETE. Ambas acciones referenciales actúan de la misma forma si la comprobación de integridad referencial falla: la sentencia UPDATE o DELETE dará lugar a un error.

### SET DEFAULT, SET NULL
En general, la acción tomada por el DBMS para SET NULL o SET DEFAULT es el mismo para ambos ON DELETE u ON UPDATE: El valor de la referencia afectada se cambia a NULL para SET NULL, y con el valor predeterminado especificado por SET DEFAULT .gla
Con SET NULL, cada vez que se elimina o actualiza el registro en la tabla padre, establece a NULL las columnas de la FK en la tabla hija, para ello las columnas de la tabla hija NO han de haber sido definidas como NOT NULL.
- Datos: Q1056760